# Mico saterei
De Mico saterei is een zoogdier uit de familie van de klauwaapjes (Callitrichidae). De wetenschappelijke naam van de soort werd voor het eerst geldig gepubliceerd door Silva Jr. & Noronha in 1998.

## Voorkomen
De soort komt voor in Brazilië.